# Lake Crescent (Tasmanien)
Der Lake Crescent ist ein See im Zentrum des australischen Bundesstaates Tasmanien.
Er liegt am Ostrand des zentralen Hochlandes. Der Clyde River durchfließt ihn. Im Norden ist der See durch einen nur wenige hundert Meter schmalen Landstreifen begrenzt, der ihn vom nördlich gelegenen Lake Sorell trennt. Dort liegt die Siedlung Interlaken.